# جيزيل بيليكوت
جيزيل بيليكوت (ولد 7 (ديسمبر 1952) هي امرأة فرنسية ضحية اعتداء حيث تعرضت للتخدير والاغتصاب سراً من قبل زوجها دومينيك بيليكوت في مناسبات عديدة على مدى فترة تسع سنوات بين عامي 2011 و 2020. كما دعى دومينيك 72 رجلاً في المجمل، لاغتصابها وهي فاقدة للوعي، معظمها في منزل الزوجين في مازان. تم الاتصال بهم عبر موقع على الإنترنت، لم تدرك جيزيل الإساءة التي تعرضت لها إلا في عام 2020، عندما ألقي القبض على دومينيك بتهمة تصوير نساء من تحت التنورة في أحد المتاجر المحلية، وأظهر بحث الشرطة في معدات الكمبيوتر الخاصة به صورًا لها وهي تتعرض للاغتصاب.
عندما حوكم دومينيك وخمسون رجلاً آخرين بتهمة الاغتصاب المشدد ومحاولة الاغتصاب والاعتداء الجنسي في أفينيون في عام 2024، تنازلت جيزيل عن حقها في عدم الكشف عن هويتها والمحاكمة خلف الأبواب المغلقة. وقد جذبت المحاكمة اهتمام وسائل الإعلام العالمية، وأكسبتها شجاعتها وتصميمها على التحدث نيابة عن جميع ضحايا الاعتداء الجنسي دعمًا وإعجابًا دوليين واسع النطاق. أصبحت رمزًا نسويًا وظهرت في قائمة هيئة الإذاعة البريطانية لعام 2024 لأفضل 100 امرأة في العام وقائمة فاينانشال تايمز لأكثر 25 امرأة تأثيرًا في العام.
في ديسمبر/كانون الأول 2024، أدين 50 من أصل 51 رجلاً خاضعين للمحاكمة، بما في ذلك دومينيك، بتهمة اغتصاب جيزيل ومحاولة اغتصابها والاعتداء عليها جنسياً. أما الرجل رقم 51، الذي لم توجه إليه تهمة اغتصاب جيزيل، فقد أدين باغتصاب زوجته. وحُكِم على دومينيك بالسجن لمدة 20 عاماً كحد أقصى، بينما حُكِم على الرجال الآخرين المدانين بالسجن لمدة تتراوح بين 3 و15 عاماً.

## خلفية
ولدت جيزيل بيليكوت في 7 ديسمبر 1952 في مدينة فيلينجن في الجزء الجنوبي من ألمانيا الغربية، وهي ابنة جندي فرنسي. وصلت إلى فرنسا عندما كانت في الخامسة من عمرها وتوفيت والدتها بالسرطان عندما كانت في التاسعة من عمرها. في عام 1971، التقت بزوجها المستقبلي، دومينيك بيليكوت. تزوجا في أبريل 1973 واستقرا في ضاحية فيلييه سور مارن الباريسية. وُلِد ابنهما ديفيد وابنتهما كارولين في السنوات الأولى من الزواج؛ ثم رزقا بفلوريان الذي وُلِد في عام 1986.
شغلت جيزيل منصبًا إداريًا في شركة الكهرباء الحكومية. عمل دومينيك كهربائيًا ووكيل عقارات وأنشأ عددًا من الشركات التي فشلت في النهاية. كانت جيزيل على علاقة غرامية لمدة ثلاث سنوات مع زميلة لها في منتصف الثمانينيات. عندما اكتشف دومينيك العلاقة، انتقل للعيش مع امرأة أخرى لعدة أشهر قبل أن يتصالح الزوجان ويستأنفا حياتهما معًا. بعد إلقاء القبض عليه في عام 2020، ارتبط اسم دومينيك بهجمات على النساء في التسعينيات. واعترف بالاعتداء على وكيل عقارات شاب في عام 1999، لكنه نفى اغتصاب وقتل وكيل عقارات شاب آخر في عام 1991. في عام 2001، انفصل الزوجان لأسباب مالية. لقد استمروا في العيش معًا وتزوجا مرة أخرى في عام 2007. في عام 2010، تم القبض على دومينيك وهو يصور نساء من تحت التنورة في أحد المتاجر بالقرب من باريس، وقبل بغرامة قدرها 100 يورو لتجنب قضية في المحكمة. ظلت جيزيل جاهلة بالحادثة.
بعد التقاعد في عام 2013، انتقل آل بيليكوت إلى مازان في جنوب شرق فرنسا، واستأجروا منزلًا به حديقة وحمام سباحة. انضمت جيزيل إلى جوقة، بينما انضم زوجها إلى نادي التنس وقام بالكثير من ركوب الدراجات. وفي العطلة الصيفية انضم إليهم أبناؤهم وأحفادهم.

## الإساءة والاكتشاف
بينما كان الزوجان لا يزالان يعيشان في منطقة باريس، وصف الطبيب لجيزيل عقار تيمستا ( لورازيبام )، وهو أحد أدوية البنزوديازيبين. استغل دومينيك حالتها تحت تأثير المخدرات ليغتصبها بينما كانت نائمة. بدأ بإضافة حبوب النوم التي حصل عليها من طبيبه الخاص إلى طعامها وشرابها لجعلها فاقدة للوعي.
وبعد انتقاله إلى مازان، بدأ دومينيك بدعوة الرجال الذين اتصل بهم عبر الإنترنت لاغتصاب جيزيل وهي تحت تأثير المخدرات. عانت جيزيل من فقدان الذاكرة بسبب الأدوية، وكانت قلقة من احتمال إصابتها بمرض الزهايمر أو ورم في المخ، لكن الاختبارات جاءت سلبية. كانت لديها شكوك وفي إحدى المناسبات سألت زوجها ما إذا كان يخدرها، لكنها قبلت نفيه وظلت تجهل أنها كانت تُخدر وتُغتصب.
بعد إلقاء القبض على زوجها بتهمة تصوير نساء من تحت التنورة في أحد المتاجر المحلية في سبتمبر/أيلول 2020، اكتشفت الشرطة صورًا لجيزيل فاقدة للوعي وهي تتعرض للاغتصاب من قبل زوجها وما لا يقل عن 83 رجلاً آخرين، على معدات الكمبيوتر التي صادرتها من منزل الزوجين. وتذكرت جيزيل ذلك اليوم، 2 نوفمبر/تشرين الثاني 2020، عندما تم استدعاؤهم إلى مركز الشرطة وعرضوا عليها مقاطع فيديو لانتهاكاتها: "انهار كل شيء، كل ما بنيته لمدة 50 عامًا". تم احتجاز دومينيك في الحبس الاحتياطي. في الفترة ما بين اعتقاله في سبتمبر/أيلول واحتجازه في الثاني من نوفمبر/تشرين الثاني، واصل دومينيك دعوة الرجال لاغتصاب جيزيل. انتقلت جيزيل من منزل العائلة وبدأت إجراءات الطلاق؛ ولم ترَ زوجها السابق مرة أخرى حتى محاكمته في سبتمبر/أيلول 2024. تم الانتهاء من الطلاق قبل المحاكمة مباشرة.

## محاكمة
بدأت محاكمة دومينيك و50 رجلاً آخرين تم التعرف عليهم من صور الكمبيوتر في أفينيون في سبتمبر/أيلول 2024. باعتبارها ضحية اغتصاب، كان لدى جيزيل الحق في عدم الكشف عن هويتها والحق في محاكمة خلف أبواب مغلقة، لكنها تنازلت عن حقها في عدم الكشف عن هويتها وأصرت على محاكمة علنية من أجل زيادة الوعي بالاعتداء الجنسي الميسر بالمخدرات (الخضوع الكيميائي) وتشجيع ضحايا الجرائم الجنسية الآخرين على التحدث.  نجحت في الطعن على القرار الأولي للقاضي بمنع الجمهور من حضور المحكمة عندما تم عرض مقاطع فيديو لها وهي تتعرض للاغتصاب. وقالت "العار لهم" في إشارة إلى الرجال المتهمين باغتصابها. "أنا محظوظة لأنني حصلت على الأدلة. لدي الدليل، وهو أمر نادر جدًا. لذا، يتعين عليّ أن أتحمل [كل هذا] للدفاع عن جميع الضحايا"، قالت عن مقاطع الفيديو. وعندما وُصفت بالشجاعة، قالت: "أقول إنها ليست شجاعة، بل هي إرادة وتصميم على تغيير المجتمع".
في 19 ديسمبر 2024، أدين دومينيك بتهمة الاغتصاب المشدد وحُكم عليه بالسجن لمدة 20 عامًا كحد أقصى. ومن بين المتهمين الخمسين المتبقين، أدين 49 شخصًا بارتكاب جريمة الاغتصاب المشدد أو محاولة الاغتصاب أو الاعتداء الجنسي على جيزيل، وحُكم عليهم بالسجن لمدة تتراوح بين 3 و15 عامًا. أدين رجل واحد بتهمة تخدير زوجته واغتصابها مع دومينيك، لكن لم يُتهم بارتكاب أي جريمة ضد جيزيل. قدم سبعة عشر من المدانين استئنافًا. لم يكن دومينيك من بينهم. قال محاميه إنه لا يريد فرض محنة أخرى على جيزيل أو المخاطرة بتكبد المزيد من التهم وعقوبة سجن أطول.

وفي حديثها في 19 ديسمبر/كانون الأول بعد المحاكمة، صرحت جيزيل قائلة:
"لقد أردت منذ أن بدأت العمل في الثاني من سبتمبر/أيلول أن أضمن أن المجتمع قادر على رؤية ما يحدث بالفعل، ولم أندم قط على هذا القرار. والآن لدي ثقة في قدرتنا الجماعية على التمسك بمستقبل يستطيع فيه الجميع، نساء ورجالا، أن يعيشوا معا في وئام واحترام وتفاهم متبادل".

## الاعتراف والتأثير
وقد أدى قرار جيزيل بالتنازل عن هويتها السرية وإجراء محاكمتها علناً، فضلاً عن سلوكها المهذب أثناء المحاكمة، إلى دعم شعبي واسع النطاق لها. كانت تغادر المحكمة كل يوم وسط تصفيق الناس المتجمعين بالخارج، وظهرت صورتها في فن الشارع، وتم لصق شعارات داعمة لها على الجدران حول قاعة المحكمة. أرسلت منظمة أسترالية، وهي شبكة النساء المسنات الأستراليات، التي تعمل على رفع الوعي بشأن الاعتداءات الجنسية ضد النساء المسنات، إلى جيزيل وشاحًا من صنع نساء من السكان الأصليين، وكانت ترتديه كثيرًا إلى المحكمة. وفي حديثها من خلال محاميها، قالت إنها تأثرت بالهدية والارتباط الذي يوحد النساء في جميع أنحاء العالم في الوقوف في وجه العنف ضدهن. أقيمت مظاهرات لدعمها، وأصبحت رمزًا نسويًا.
إدرجت جيزيل في قائمة بي بي سي لعام 2024 التي تضم 100 امرأة، و ذكرت كواحدة من أكثر 25 امرأة تأثيرًا في عام 2024 من قبل فاينانشال تايمز.
بعد صدور الحكم، شكر المؤيدون جيزيل على شجاعتها واحتفلوا بالحكم الذي صدر بحق زوجها السابق. وقد شكرها الرئيس الفرنسي إيمانويل ماكرون على "كرامتها وشجاعتها"، وأشاد بها زعماء أجانب، بما في ذلك المستشار الألماني أولاف شولتز ورئيس الوزراء الإسباني بيدرو سانشيز. في 20 ديسمبر/كانون الأول، وهو اليوم التالي لصدور الأحكام، ظهرت جيزيل على الصفحات الأولى للصحف في مختلف أنحاء أوروبا.
في 2 يناير 2025، تم اختيار جيزيل كشخصية العام في استطلاع رأي فرنسي، متغلبة بفارق ضئيل على دونالد ترامب.